# Степанаван
Степанаван (јерм. Ստեփանավան) је град у Јерменији. По подацима из 2015. у граду је живело 12.800 становника.